# Żarczyn (gmina)
Żarczyn (od 1973 Gorzyce) – dawna gmina wiejska istniejąca w latach 1934–1954 w woj. poznańskim/bydgoskim (dzisiejsze woj. kujawsko-pomorskie). Siedzibą władz gminy był Żarczyn.
Gmina zbiorowa Żarczyn została utworzona 1 sierpnia 1934 roku w powiecie żnińskim w woj. poznańskim z dotychczasowych jednostkowych gmin wiejskich: Dochanowo, Dziewierzewo, Gorzyce, Miastowice, Rusiec, Słabomierz i Żarczyn oraz z obszarów dworskich Dziewierzewo, Graboszewo, Miastowice, Nadborowo, Paryż, Piotrkowice, Rusiec, Srebrnagóra i Słabomierz. 
27 września 1934 obszar gminy Żarczyn podzielono na 10 gromad: Dochanowo, Dziewierzewo, Gorzyce, Miastowice, Nadborowo, Piotrkowice (z Paryżem), Rusiec, Słabomierz, Srebrna Góra i Żarczyn (z Graboszewem
Po wojnie gmina zachowała przynależność administracyjną. 20 listopada 1947 z gromady Żarczyn wyodrębniono jedenastą gromadę Graboszewo, następnie z gromady Piotrkowice wyodrębniono dwunastą gromadę Paryż. 1 lipca 1948 roku z gminy Żarczyn wyłączono gromady Graboszewo, Rusiec i Srebrna Góra i przyłączono je do gminy Wapno w powiecie wągrowieckim w woj. poznańskim. 6 lipca 1950 roku gmina Żarczyn wraz z powiatem żnińskim została przyłączona do woj. bydgoskiego (które równocześnie zmieniło nazwę z pomorskiego na bydgoskie). 
W dniu 1 lipca 1952 roku gmina była podzielona na 9 gromad: Dochanowo, Dziewierzewo, Gorzyce, Miastowice, Nadborowo, Paryż, Piotrkowice, Słabomierz i Żarczyn. 1 stycznia 1953 roku z gminy Żarczyn wyłączono gromadę Piotrkowice i przyłączono ją do gminy Damasławek w powiecie wągrowieckim w woj. poznańskim. Według stanu z dnia 1 lipca 1954 roku gmina Żarczyn składała się zatem z 8 gromad.
Gmina została zniesiona 29 września 1954 roku wraz z reformą wprowadzającą gromady w miejsce gmin. Jednostki nie przywrócono 1 stycznia 1973 roku po reaktywowaniu gmin, utworzono natomiast jej terytorialny odpowiednik, gminę Gorzyce.